# 什羅科斯莫連卡
48°29′8″N 35°22′42″E / 48.48556°N 35.37833°E
什羅科斯莫連卡（烏克蘭語：Широкосмоленка），是烏克蘭的村落，位於該國中部第聶伯羅彼得羅夫斯克州，由錫涅利尼科沃區負責管轄，距離盧戈韋1.5公里，海拔高度73米，2001年人口128。